# اكجكال (ولاد بوعايطة)
اكجكال هو دُوَّار يقع بجماعة الشاطئ الأبيض، إقليم كلميم، جهة كلميم واد نون في المملكة المغربية. ينتمي الدوّار لمشيخة ولاد بوعايطة التي تضم دوارين. يقدر عدد سكانه بـ 232 نسمة حسب الإحصاء الرسمي للسكان والسكنى لسنة 2004.

## روابط خارجية
- البوابة الوطنية للجماعات الترابية
- المندوبية السامية للتخطيط